# Ландратський перепис
Ландратський перепис — спеціальний перепис, проведений у так званих остзейських губерніях (територія сучасних балтійських країн) за правління Петра I у 1715—1717 рр. Назва перепису пов'язана з Ландратською колегією при генерал-губернаторі цих губерній (від нім. Land — земля, країна, Rat — рада).
Результати цього перепису порівнювалися з переписом 1678 року. Він показав, що чинна система оподаткування за дворами мала багато зловживань, не відповідала соціальній політиці держави. Для підвищення збору податків уряд Росії вирішив перейти до подушного оподаткування. Тому в 1719 році розпочався перепис по всій Російській імперії.